# Мартисевич Марія Олександрівна
Марія Олександрівна Мартисе́вич (біл. Мары́я Алякса́ндраўна Мартысе́віч; нар. 28 березня 1982, Мінськ) — білоруська поетеса, письменниця, журналістка, перекладач.

## Біографія
Народилась в Мінську. Закінчила філологічний факультет Білоруського державного університету (2004). Публікується в журналах «ARCHE», «Дзеяслоў», «pARTyzan» та ін. Як журналіст співпрацює з білоруською газетою «Новы час». Премія Білоруської асоціації журналістів за найкращу публікацію в літературно-художньому жанрі.

## Творчість
У 2008 році вийшло есе у віршах та в прозі «Дракони летять на нерест» (біл. Цмокі лятуць на нераст), що отримало неоднозначну оцінку через включення в твір нецензурної лексики (у вірші «Wiosna narodów» та есе «Пошли меня по-белорусски») та феміністичних мотивів (в ессе «Мужчины, которых мы выбираем»).
На думку Андрія Хадановича, однак, ця книга являє собою одну з найяскравіших подій молодої білоруської літератури.
Один із авторів альманаху «Конец слов», що представляє білоруську літературу в незвичному світлі.
Марія Мартисевич переклала з чеської мови книги Антоніна Баяї «Зваўчэнне: Раманэта пра ваўкоў, людзей і знакі» та Ярослава Рудиша «Неба пад Бэрлінам»; друга вийшла зі світлинами, для чого вона, як повідомляється, «два роки подорожувала з фотоапаратом по місцях, описаних у книзі».
Поети Борис Херсонський та Ілля Кукулін перекладають вірші Марії Мартисевич російською мовою.